# Muncharaz (linaje)

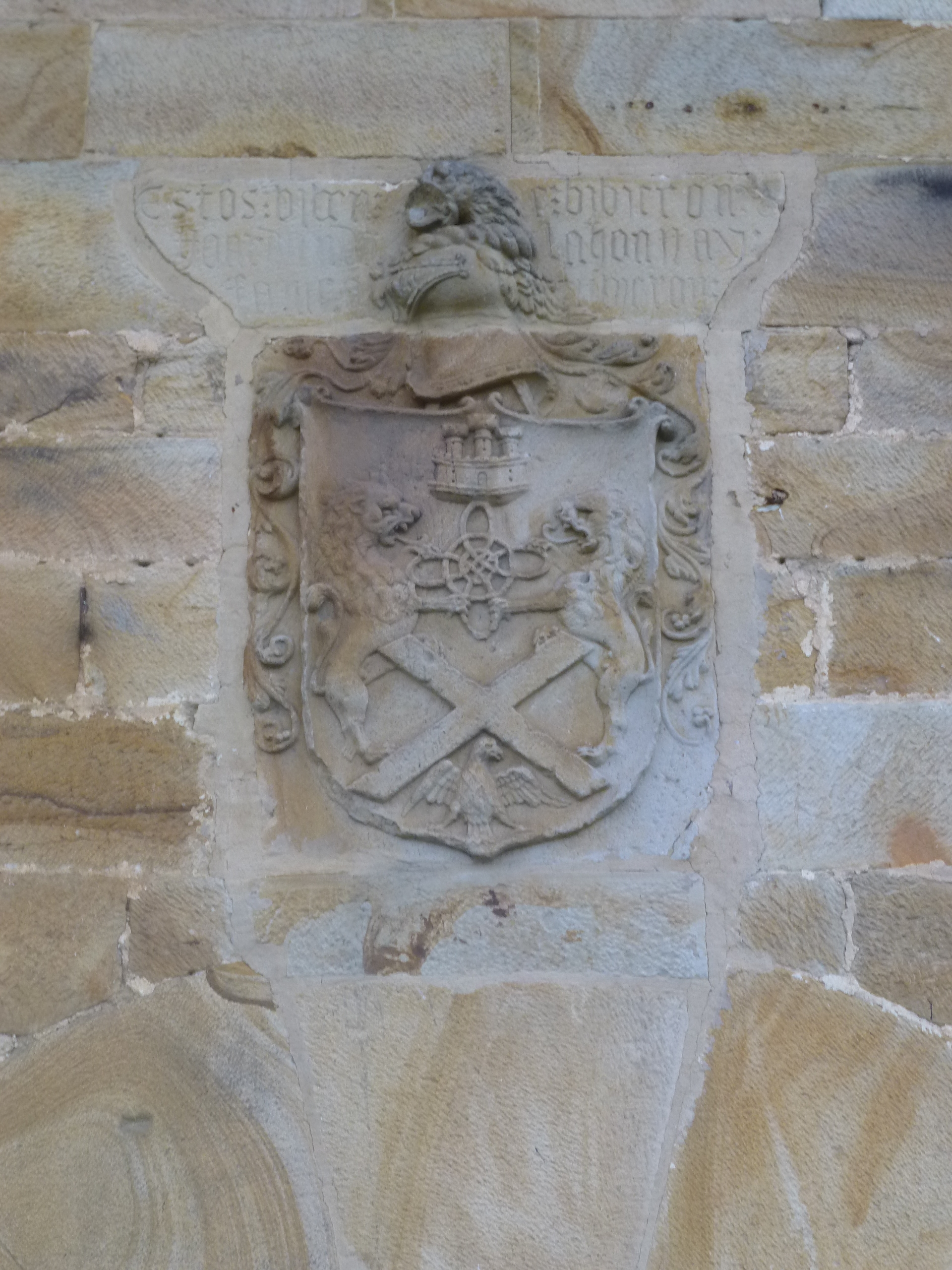
Escudo de armas de los Muntsaratz sobre la puerta de entrada a la torre del mismo nombre.

Muncharaz, en euskera, en la grafía académica actual, Muntsaratz, hace referencia al linaje originario de la anteiglesia de Abadiano en el territorio histórico de Vizcaya, antes señorío de Vizcaya en el País Vasco en España. Abadiano pertenece a la comarca del duranguesado y constituyó parte de la Merindad de Durango hasta la disolución de la misma en el siglo XIX.

## Historia
Este antiguo linaje vizcaíno cuya casa solar es la Torre de Muntsaratz y que da nombre al barrio formado en sus inmediaciones, es origen del actual apellido "Muncharaz" en su versión tradicional y castellana o "Muntsaratz" en su versión euskera.
La fecha más antigua que se conoce sobre el apellido es de 1212, cuando la princesa doña Urraca, hija del rey de Navarra y Don Pedro Ruiz de Muncharaz, señor de la torre de Muncharaz, se casan en la localidad de Abadiano.
Como personajes ilustres entre los Muncharaz, cabe destacar a la madre del primer arzobispo de México, Fray Juan de Zumárraga, nacida en la torre.
Hoy en día el apellido es muy poco corriente, según el INE en el 2012 no llegaban a dos centenares, pero muy vinculado a la alta sociedad.
La mayor concentración de Muncharaz se encuentra en el eje Madrid-Toledo, siendo significativo el epicentro de La Puebla de Montalbán, origen de muchos de los descendientes.

### Escudo de armas
Sobre la puerta de acceso al edificio se halla el escudo de armas de los Muntsaratz el cual tiene la siguiente descripción: Sobre el casco descansa una cabeza de león con fauces abiertas, y a sus lados la leyenda "estos biben y bibieron goardando la honra y fama que tuvieron". Unos lamberquienes discretos bajan, partiendo del casco, por los lados del cuartel en el que se representa dos leones rampantes afrontados que desenrollan en juego un ovillo de hilo compuesto por dos círculos concéntricos de los cuales parten cuatro óvalos en cruz. Sobre el óvalo un castillo y bajo el óvalo un aspa en punta. Cerrando el escudo, una águila explayada con la cabeza mirando a la izquierda.